# Liquiditat
En finances, la liquiditat representa la qualitat dels actius per a ser convertits en diners efectius de forma immediata sense pèrdua significativa del seu valor. Es diu que un valor és líquid o té liquiditat quan és fàcil convertir-lo en efectiu.
Expressat d'una altra manera, un actiu líquid té totes o algunes de les següents característiques:
1. pot ser venut ràpidament;
2. pot ser venut amb una mínima pèrdua de valor;
3. pot ser venut en qualsevol moment.

Per exemple, un actiu molt líquid podria ser el dipòsit d'una caixa d'estalvis amb el qual el seu titular pot acudir en qualsevol moment (a una oficina de l'entitat financera, a un caixer automàtic, etc.) i retirar els diners. En contraposició, un bé o actiu poc líquid o de baixa liquiditat podria ser un bé immoble o inversions en fons de pensions, ja que des que es decideix vendre'l o transformar-lo en diners fins que efectivament s'obtenen aquests diners en efectiu, transcorre un determinat període i, per tant, no és immediat.
En general, la liquiditat d'un actiu està contraposada a la rendibilitat que ofereix, de manera que és probable que un actiu molt líquid ofereixi una baixa rendibilitat.